# 清泉镇 (榆林市)
清泉镇，是中华人民共和国陕西省榆林市榆阳区一个已撤销的乡级行政区，2015年，陕西省民政厅批复同意撤销清泉镇，将其所辖行政区域划归上盐湾镇。